# Dzsehuti (fáraó)
Dzsehuti (uralkodói nevén Szehemré Szementaui) ókori egyiptomi uralkodó, valószínűleg a thébai XVI. dinasztia második fáraója, aki Felső-Egyiptom egyes részei fölött uralkodott a második átmeneti korban, de az is lehet, hogy a XIII. dinasztia végének vagy a XVII. dinasztia elejének egyik királya. A torinói királylistán a 11. oszlop első sorában szerepel, és három évnyi uralkodási időt tulajdonítanak neki. Kim Ryholt és Darrell Baker szerint VIII. Szobekhotep követte a trónon.

## Helye a kronológiában
Vitatott, melyik dinasztiába tartozott; a torinói királylistának ez a része nem értelmezhető teljes bizonyossággal. Több uralkodót is említ Szehemré […] néven, és a dokumentum károsodása miatt itt sem szerepel teljes név. Így Dzsehuti, akinek uralkodói neve Szehemré Szementaui volt, bármelyik, a torinói királylistán szereplő Szehemrével azonos lehet, a XIII., a XVI. és a XVII. dinasztia egyik királyával is.
Darrell Baker és Kim Ryholt szerint a XVI. dinasztia tagja volt, és a thébai régiót kormányozta i. e. 1650 után. Claude Vandersleyen és Christina Geisen két tanulmánya a memphiszi XIII. dinasztia végéhez sorolja Dzsehutit, felesége koporsójának stilisztikai jellemzői alapján, Stephen Quirke szerint azonban bizonyítatlan feltételezésekre alapozik. Jürgen von Beckerath egy régebbi elmélete alapján, mellyel Hans Stock is egyetért, Dzsehuti a Théba rövid ideig tartó hükszosz megszállása után Felső-Egyiptomban létrejött
XVII. dinasztia elejéhez tartozott. Ezt alátámasztja az is, hogy felesége, Montuhotep sírját a leginkább a XVII. dinasztiához kapcsolódó Dirá Abu'l Nagában fedezték fel. Más tudósok, köztük Chris Bennett azonban rámutattak, hogy ez nem feltétlen jelenti azt, hogy Dzsehutit is itt temették el.
Egyes egyiptológusok szerint Dzsehuti Ibiau vezír unokáját vette feleségül. Ibiau a XIII. dinasztia egyik királyát, Uahibré Ibiaut (i. e. 1712–1701 körül) szolgálta, ami azt jelenti, két nemzedéknyi idő telt el Uahibré Ibiau és Dzsehuti között. Még mindig bizonyítatlan azonban, hogy Montuhotep Ibuau unokája volt, így az is csak feltételezéseken alapul, hogy Dzsehuti két nemzedékkel Ibiau után élt.

## Említései

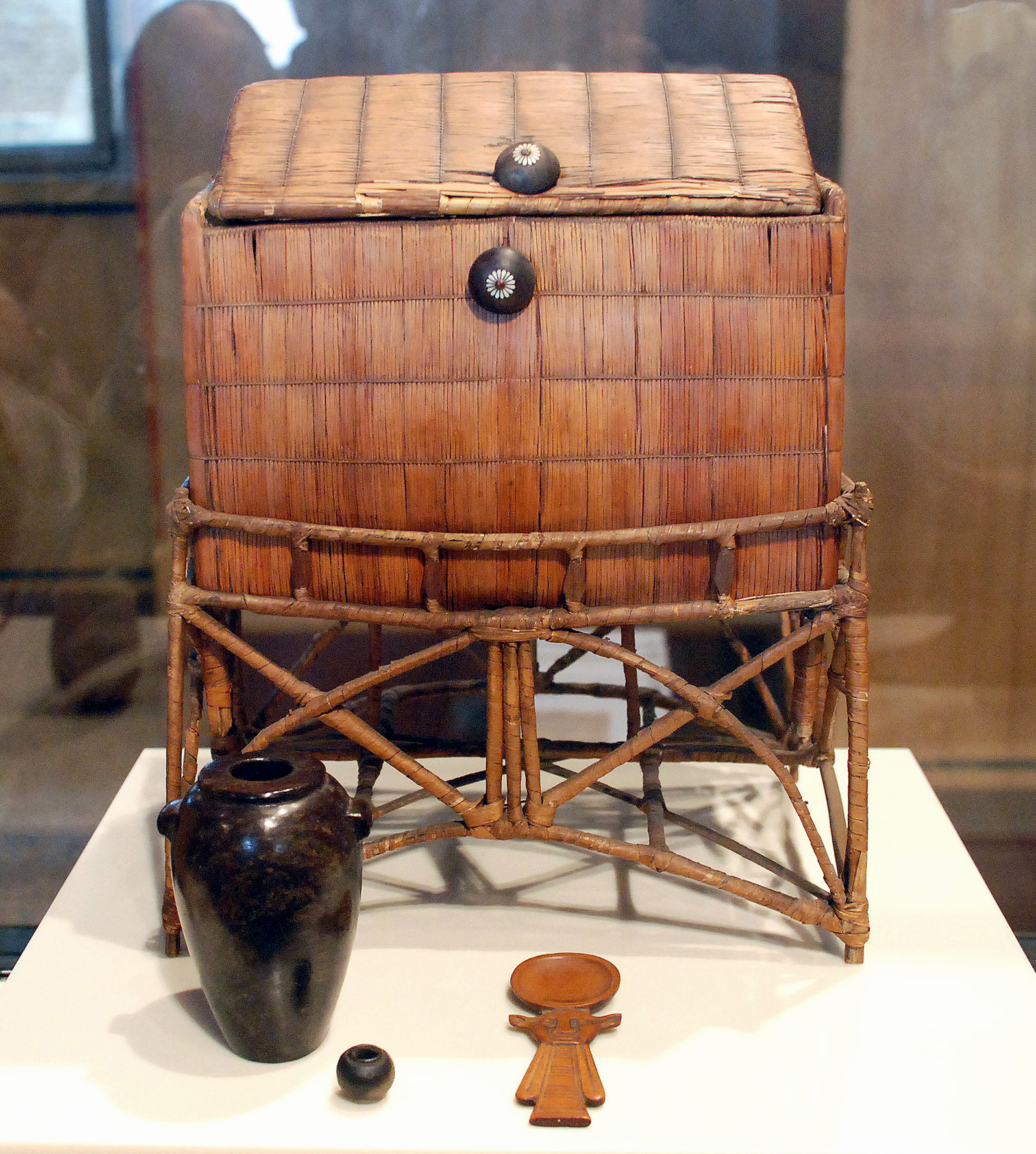
Montuhotep királyné kozmetikai ládikája. Eredetileg lehet, hogy Dzsehuti kanópuszládájának készült.

Dzsehutit a torinói királypapirusz mellett a karnaki királylista is említi. Korabeli említései mind a Nílus-völgy egy 145 km-es, Deir el-Ballász és Edfu közti szakaszáról származnak. Ez nagyjából megfelel annak a területnek, amelyre a XVI. dinasztia uralkodóinak hatalma kiterjedt. Dzsehuti neve és uralkodói neve egyetlen kőtömbről ismert, melyet Flinders Petrie fedezett fel Deir el-Ballászban. Edfuból előkerült egy festett kőtömb is, melyen Dzsehuti kártusa szerepel, valamint az uralkodó ábrázolása, fején Alsó-Egyiptom vörös koronájával, annak ellenére, hogy Alsó-Egyiptomig biztosan nem terjedt a befolyáa. Ezt leszámítva csak felesége sírjából kerültek elő említései. Montuhotep sírját érintetlenül találták meg 1822-ben, mára elveszett koporsóján a Halottak Könyve szövegeinek legkorábban ismert példánya szerepelt. Montuhotep kozmetikai szereket tartalmazó ládikáján Dzsehuti neve és uralkodói neve szerepel, halotti formulákkal, valamint egy szöveggel, amely szerint a ládikát ajándékba kapta a királytól.
Egy feltételezés szerint a dél-szakkarai piramis, melynek tulajdonosát nem sikerült azonosítani, Dzsehuti számára épülhetett, mivel a benne talált, töredékesen fennmaradt Uszerha[…] felirat talán Dzsehuti Arany Hórusz-nevére utal.

## Név, titulatúra
A fáraók titulatúrájának magyarázatát és történetét lásd az Ötelemű titulatúra szócikkben.
| G5 |

| G5 |

| iTi · m | A24 |

| iTi · m | A24 |

| iTi · m | A24 |

| iTi · m | A24 |

| G5 |

| G5 |

| iTi · m | A24 |

| iTi · m | A24 |

| iTi · m | A24 |

| iTi · m | A24 |

| G8 |

| G8 |

| G8 | wsr | s | xa · a · Z2 |

| G8 | wsr | s | xa · a · Z2 |

| G8 |

| G8 |

| G8 | wsr | s | xa · a · Z2 |

| G8 | wsr | s | xa · a · Z2 |

| M23 | L2 |

| M23 | L2 |

| ra | sxm | s | mn · n | N19 |

| ra | sxm | s | mn · n | N19 |

| ra | sxm | s | mn · n | N19 |

| ra | sxm | s | mn · n | N19 |

| ra | sxm | s | mn · n | N19 |

| ra | sxm | s | mn · n | N19 |

| ra | sxm | s | mn · n | N19 |

| ra | sxm | s | mn · n | N19 |

| M23 | L2 |

| M23 | L2 |

| ra | sxm | s | mn · n | N19 |

| ra | sxm | s | mn · n | N19 |

| ra | sxm | s | mn · n | N19 |

| ra | sxm | s | mn · n | N19 |

| ra | sxm | s | mn · n | N19 |

| ra | sxm | s | mn · n | N19 |

| ra | sxm | s | mn · n | N19 |

| ra | sxm | s | mn · n | N19 |

| G39 | N5 | \| \| |
|     |    |       |

|  |

| G39 | N5 | \| \| |
|     |    |       |

|  |

| G26 | t | y |

| G26 | t | y |

| G26 | t | y |

| G26 | t | y |

| G26 | t | y |

| G26 | t | y |

| G26 | t | y |

| G26 | t | y |

| G39 | N5 | \| \| |
|     |    |       |

|  |

| G39 | N5 | \| \| |
|     |    |       |

|  |

| G26 | t | y |

| G26 | t | y |

| G26 | t | y |

| G26 | t | y |

| G26 | t | y |

| G26 | t | y |

| G26 | t | y |

| G26 | t | y |

## Fordítás
- Ez a szócikk részben vagy egészben  a   Djehuti című angol Wikipédia-szócikk ezen változatának fordításán alapul.  Az eredeti cikk szerkesztőit annak laptörténete sorolja fel. Ez a jelzés csupán a megfogalmazás eredetét és a szerzői jogokat jelzi, nem szolgál a cikkben szereplő információk forrásmegjelöléseként.